# Miles Aylmer Fulton Barnett
Miles Aylmer Fulton Barnett (Dunedin, 30 de abril de 1901-27 de marzo de 1979) fue un físico, y meteorólogo neozelandés.
En 1924, entró al Clare College, Universidad de Cambridge, para estudiar en el Laboratorio Cavendish. Fue asignado por Sir Ernest Rutherford a una investigación de la propagación de ondas de radio, bajo la supervisión de E.V. Appleton. La existencia de una capa eléctricamente conductora en la atmósfera superior que podría reflejar ondas de radio más allá de la curva de la tierra anterior, había sido postulado por A.E. Kennelly en EE. UU. y por Oliver Heaviside en RU. Los experimentos en Cambridge confirmaron esta teoría, además de mostrar que a veces las reflexiones podrían provenir de una segunda capa, más alto. Estas dos capas ionizadas - la Kennelly-Heaviside y la mayor Appleton-Barnett - conocidas hoy como las capas E y F respectivamente.

## Honores
Por su estudio de la propagación de radio, a través de la ionosfera, fue galardonado con un doctorado en 1927 y eligió a un miembro del Instituto de Física en 1929.